# Nuova Zelanda ai XXIII Giochi olimpici invernali
La Nuova Zelanda ha partecipato ai XXIII Giochi olimpici invernali, che si sono svolti dal 9 al 28 febbraio 2018 a PyeongChang in Corea del Sud, con una delegazione composta da 21 atleti.

## Medaglie
| Riepilogo quotidiano | Riepilogo quotidiano | Riepilogo quotidiano | Riepilogo quotidiano | Riepilogo quotidiano | Riepilogo quotidiano |
| -------------------- | -------------------- | -------------------- | -------------------- | -------------------- | -------------------- |
| Giorno               | Data                 |                      |                      |                      | Totale               |
| 1º                   | 10                   | 0                    | 0                    | 0                    | 0                    |
| 2º                   | 11                   | 0                    | 0                    | 0                    | 0                    |
| 3º                   | 12                   | 0                    | 0                    | 0                    | 0                    |
| 4º                   | 13                   | 0                    | 0                    | 0                    | 0                    |
| 5º                   | 14                   | 0                    | 0                    | 0                    | 0                    |
| 6º                   | 15                   | 0                    | 0                    | 0                    | 0                    |
| 7º                   | 16                   | 0                    | 0                    | 0                    | 0                    |
| 8º                   | 17                   | 0                    | 0                    | 0                    | 0                    |
| 9º                   | 18                   | 0                    | 0                    | 0                    | 0                    |
| 10º                  | 19                   | 0                    | 0                    | 0                    | 0                    |
| 11º                  | 20                   | 0                    | 0                    | 0                    | 0                    |
| 12º                  | 21                   | 0                    | 0                    | 0                    | 0                    |
| 13º                  | 22                   | 0                    | 0                    | 2                    | 2                    |
| 14º                  | 23                   | 0                    | 0                    | 0                    | 0                    |
| 15º                  | 24                   | 0                    | 0                    | 0                    | 0                    |
| 16º                  | 25                   | 0                    | 0                    | 0                    | 0                    |
| Totale               | Totale               | 0                    | 0                    | 2                    | 2                    |

### Medagliere per discipline
| Sport     | Oro | Argento | Bronzo | Totale |
| --------- | --- | ------- | ------ | ------ |
| Snowboard | 0   | 0       | 1      | 1      |
| Freestyle | 0   | 0       | 1      | 1      |
| Totale    | 0   | 0       | 2      | 2      |

### Medaglie di bronzo
| Medaglia | Nome                 | Sport     | Evento            |
| -------- | -------------------- | --------- | ----------------- |
| Bronzo   | Zoi Sadowski-Synnott | Snowboard | Big air femminile |
| Bronzo   | Nico Porteous        | Freestyle | Halfpipe maschile |

## Pattinaggio di velocità
| Gara   | Atleta        | Tempo 1 | Tempo 2 | Totale  | Posizione |
| ------ | ------------- | ------- | ------- | ------- | --------- |
| 1500 m | Reyon Kay     | 1'47"81 | 1'47"81 | 1'47"81 | 26º       |
| 1500 m | Peter Michael | 1'46"39 | 1'46"39 | 1'46"39 | 14º       |
| 5000 m | Peter Michael | 6'14"07 | 6'14"07 | 6'14"07 | 4º        |

## Skeleton
La Nuova Zelanda ha qualificato nello skeleton un solo atleta, nel singolo maschile.
| Gara             | Atleta         | 1ª manche | 2ª manche | 3ª manche | 4ª manche | Totale  | Posizione |
| ---------------- | -------------- | --------- | --------- | --------- | --------- | ------- | --------- |
| Singolo maschile | Rhys Thornbury | 50"90     | 51"03     | 50"65     | 52"14     | 3'24"72 | 14º       |